# Deatrich Wise
Deatrich Wise (6 maggio 1965) è un ex giocatore di football americano statunitense che ha militato nel ruolo di defensive tackle nella National Football League (NFL), nella Canadian Football League (CFL) e nell'Arena Football League.

## Carriera
Wise fu scelto nel corso del nono giro (425º assoluto) del Draft NFL 1988 dai Seattle Seahawks. Non vi disputò alcuna partita. L'anno seguente passò ai New Orleans Saints non scendendo mai in campo. Nel 1990 e 1991 giocò per i BC Lions della CFL. Ebbe maggior successo con i Tampa Bay Storm dell'Arena Football League vincendo due titoli e venendo inserito nella formazione ideale della stagione nel 1993.

## Famiglia
Il figlio maggiore, Detrich Jr., fu scelto dai New England Patriots nel quarto giro del Draft NFL 2017. Il figlio minore, Daniel, gioca per i Dallas Cowboys.